# Приказная палата (Псков)
Приказная палата в Пскове — историческое каменное здание, построено в основном в 1692—1693 годах. Единственная сохранившаяся в городе административная постройка XVII века. Объект культурного наследия федерального значения. Находится в южной части Довмонтова города. Адрес: Псков, Кремль. За более чем триста лет подвергалось многочисленным переделкам, реставрировалось.

## Описание
Двухэтажное каменное здание, прямоугольное в плане, вытянутое по оси запад-восток, с каменным крыльцом. Толщина стен строения — 2 м 30 см, но при этом в них сделано множество ниш и даже отдельных помещений: «печной чулан», отхожие места, лестница на чердак. Кровля четырёхскатная вальмовая, металлическая. Основные габариты памятника: длина — 31,4 м, ширина — 15,3 м. Здание построено из местной известняковой плиты на известковом растворе. Стены обмазаны и побелены. Первый этаж состоит из сеней посередине и двух помещений по бокам, из которых западное предназначалось для архива, а восточное — для содержания колодников. Бо́льшую часть второго этажа занимает просторный зал для подьяческих столов, а меньшую — палата воеводы, украшенная фресковыми росписями стен и сводов. Все помещения имеют сводчатые перекрытия, на второй этаж ведёт парадное крыльцо (снесено в XIX веке, восстановлено при реставрации). 
Элементы наружного и внутреннего убранства Приказной палаты не сохранились. В их числе высокая деревянная кровля с бочками и обходной балюстрадой, фрески и изразцовые печи.

## История
Время появления в Пскове отдельного деревянного здания для воеводской администрации (съезжей, или приказной, избы) неизвестно, но в 1688 году оно сгорело. Немедленно после этого было начато составление сметы на постройку каменной палаты, параллельно построена временная деревянная. 31 января 1692 года в ответ на просьбу воеводы Петра Апраксина последовало царское разрешение, и за два тёплых сезона 1692—1693 гг. основной объём работ был закончен; в следующие два года было достроено крыльцо на второй этаж. На строительство было собрано с псковичей 2004 рубля 29 алтын, потрачено 1867 рублей 26 алтын 4 деньги.
В конце XVII в. в Приказной палате было 5 отделений, или «столов» (разрядный, посольский, денежный, поместный, судный), каждый из которых представлял собой департамент, заведующий определённым кругом вопросов.

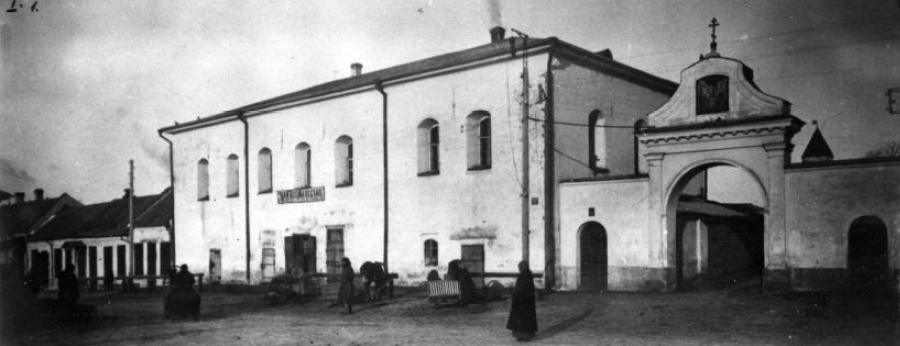
Псковская приказная палата. Дореволюционное фото

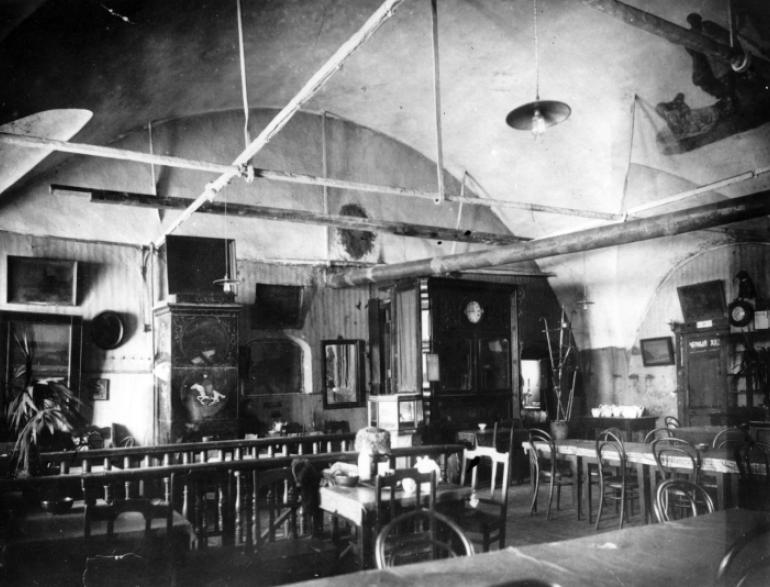
Псковская приказная палата. Трактир «Крым». Дореволюционное фото

Но уже в 1701 году, в начале Северной войны, царь Пётр I инициировал масштабную перестройку псковской крепости. Вместе со стенами и башнями Приказная палата лишилась деревянной кровли и внутреннего убранства, её покрыли дёрном для огнестойкости и превратили в арсенал.
В 1760-е годы обветшавшее здание было выкуплено Псковским архиерейским домом, и после ремонта в нём разместилась Псковская духовная консистория. С 1805 года помещения первого этажа стали сдаваться в аренду под торговлю. В этот период, по-видимому, было разобрано каменное крыльцо и заменено деревянной лестницей. В 1854—1861 гг. консистория переехала в новое здание, построенное для неё по соседству, а на втором этаже бывшей приказной палаты в 1870 году открылся трактир «Крым», работавший до 1940-х гг. Крыша здания была покрыта железом, появились новые печи и деревянные хозяйственные пристройки на северной стороне. Во время Великой Отечественной войны все деревянные части сгорели.
В послевоенные годы, после частичного ремонта в 1949 году, здание занял Дом санитарного просвещения областного отдела здравоохранения, позже — дом народного творчества.
С 60-х годов XX века началось археологическое изучение Приказной палаты. В 1968 г. по проекту архитектора А. В. Воробьёва было восстановлено каменное крыльцо, частично реставрирован северный фасад здания. В 80-е—90-е годы XX века институтом «Спецпроектреставрация» были проведены исследовательские и проектные работы по выявлению первоначальной планировки палат с восстановлением, реставрацией и консервацией архитектурных элементов.
Сейчас в здании Приказной палаты развёрнут экспозиционно-выставочный и культурный центр Псковского историко-художественного и архитектурного музея-заповедника, на втором этаже воссоздан интерьер палат времён воеводского управления. Входит в практику проведение свадебных обрядов по псковским старинным традициям.

## Современные фотографии интерьеров

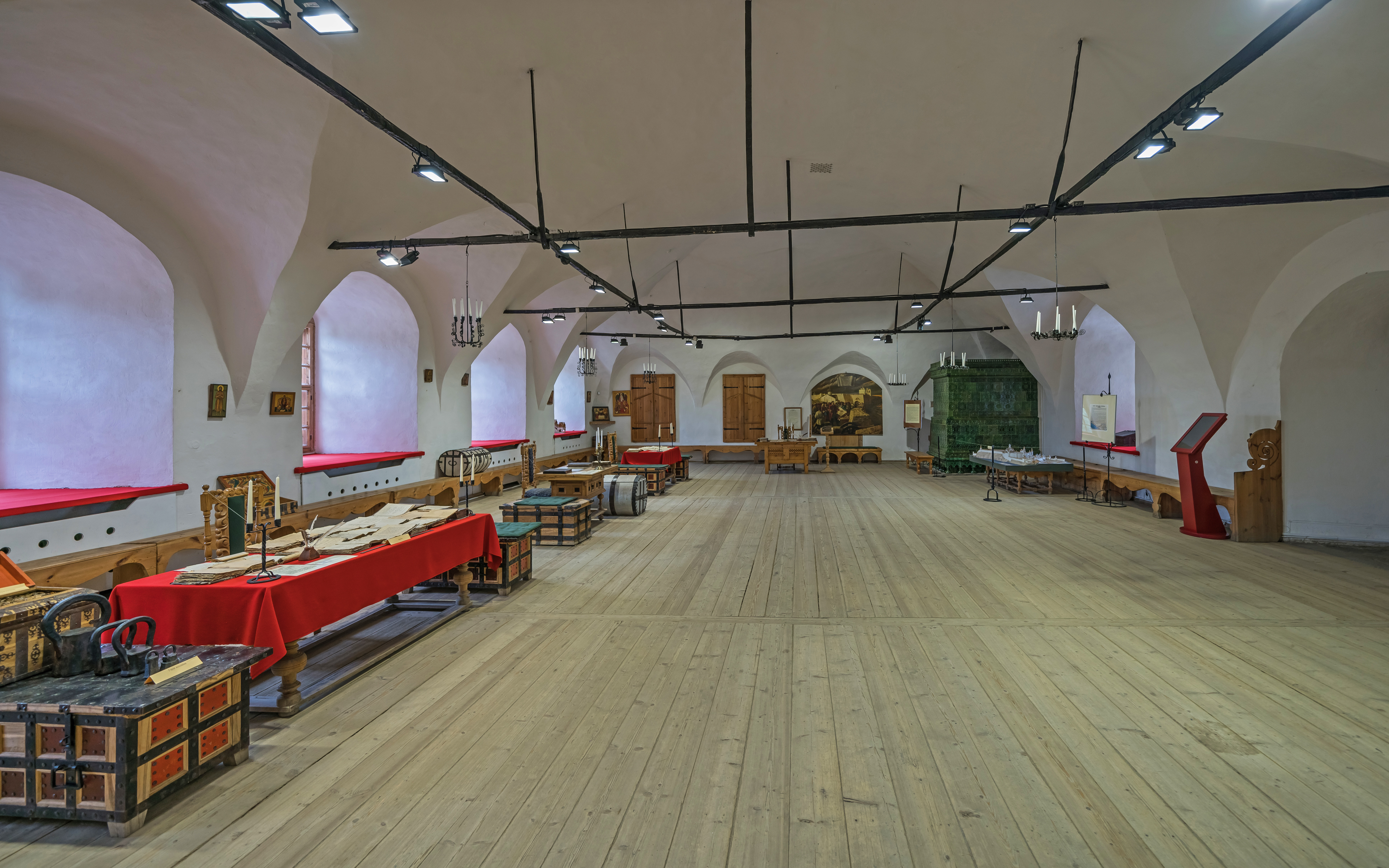
Дьяческая палата, общий вид
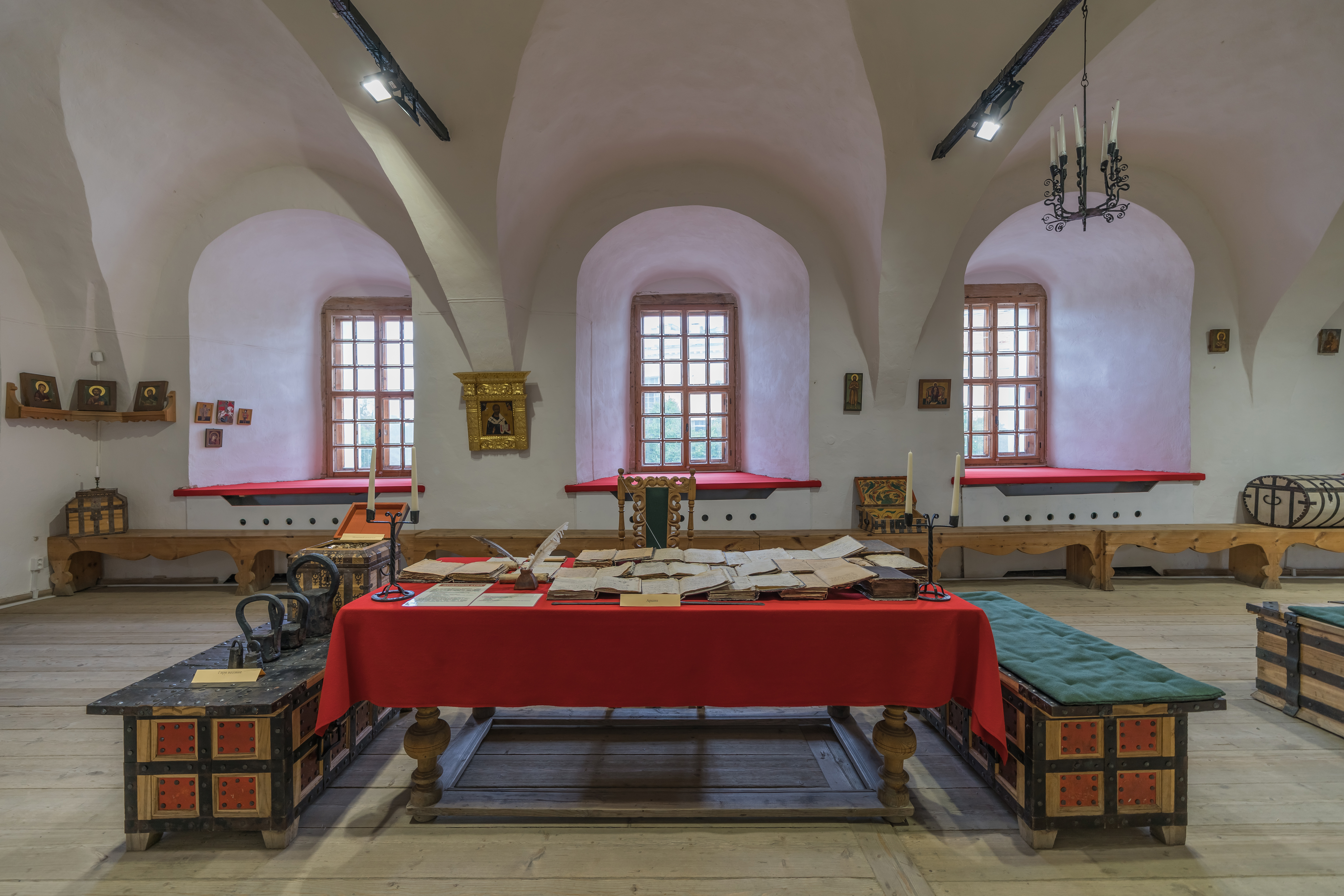
Дьяческая палата, денежный стол
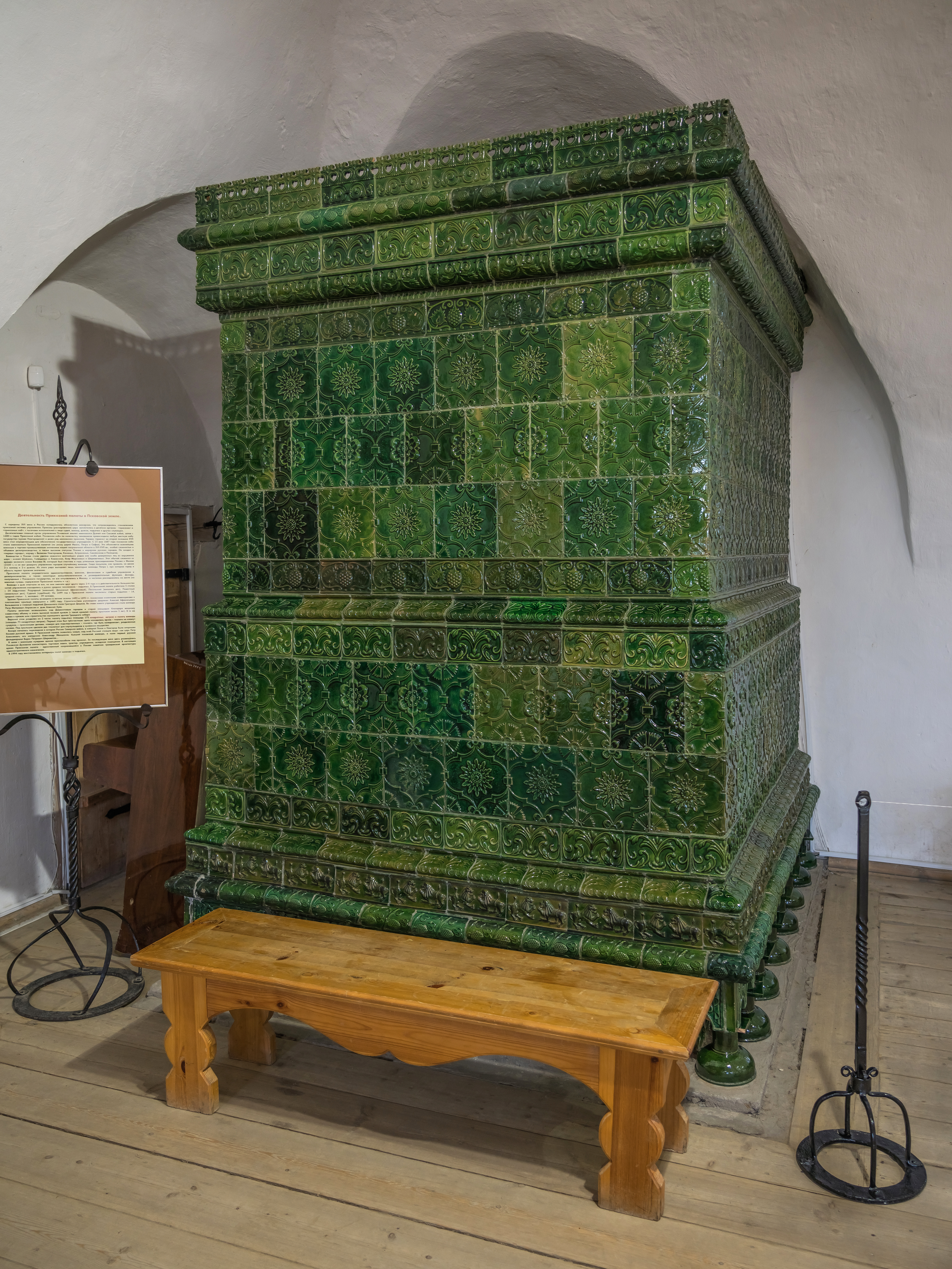
Дьяческая палата, изразцовая печь
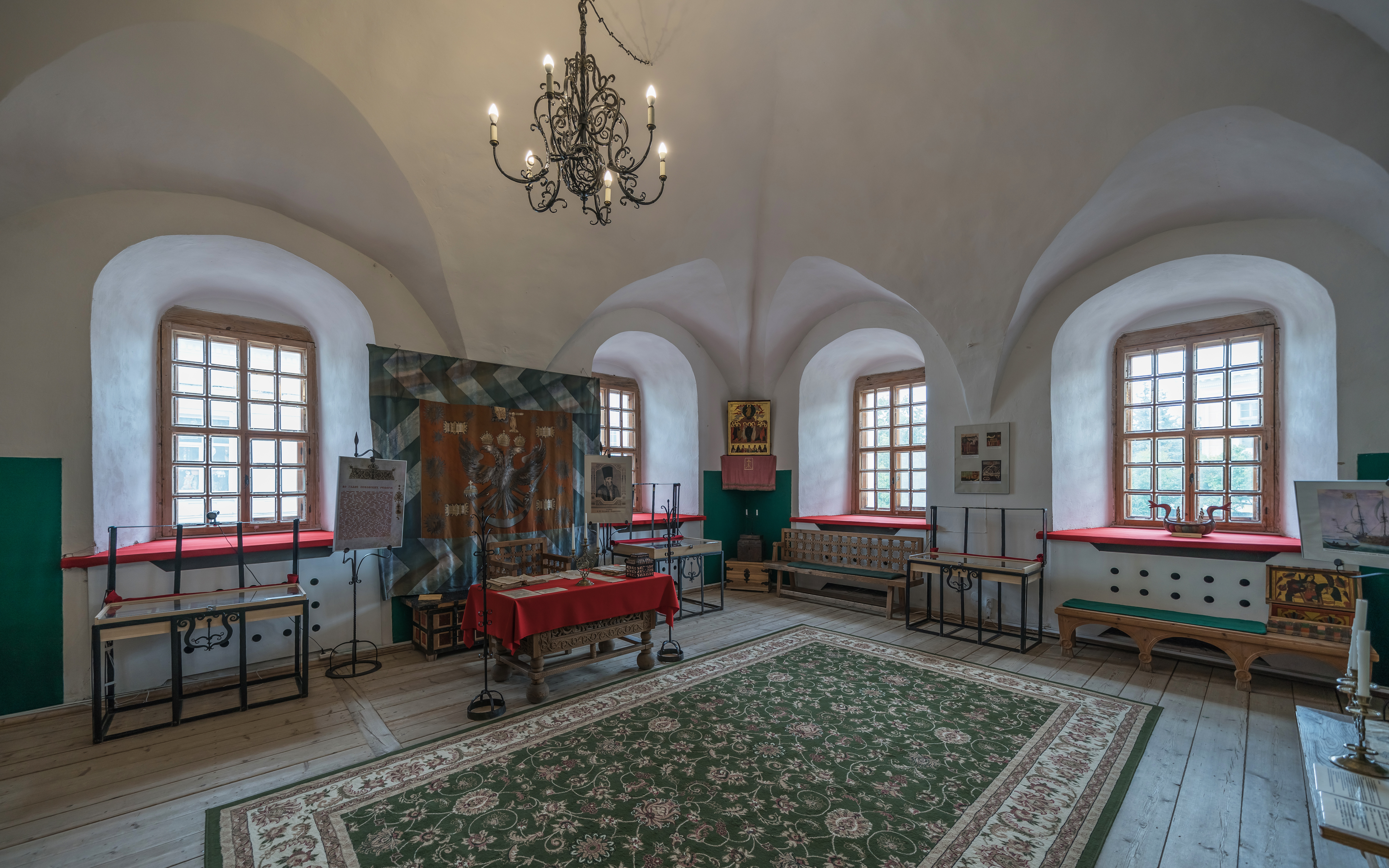
Воеводская палата, общий вид
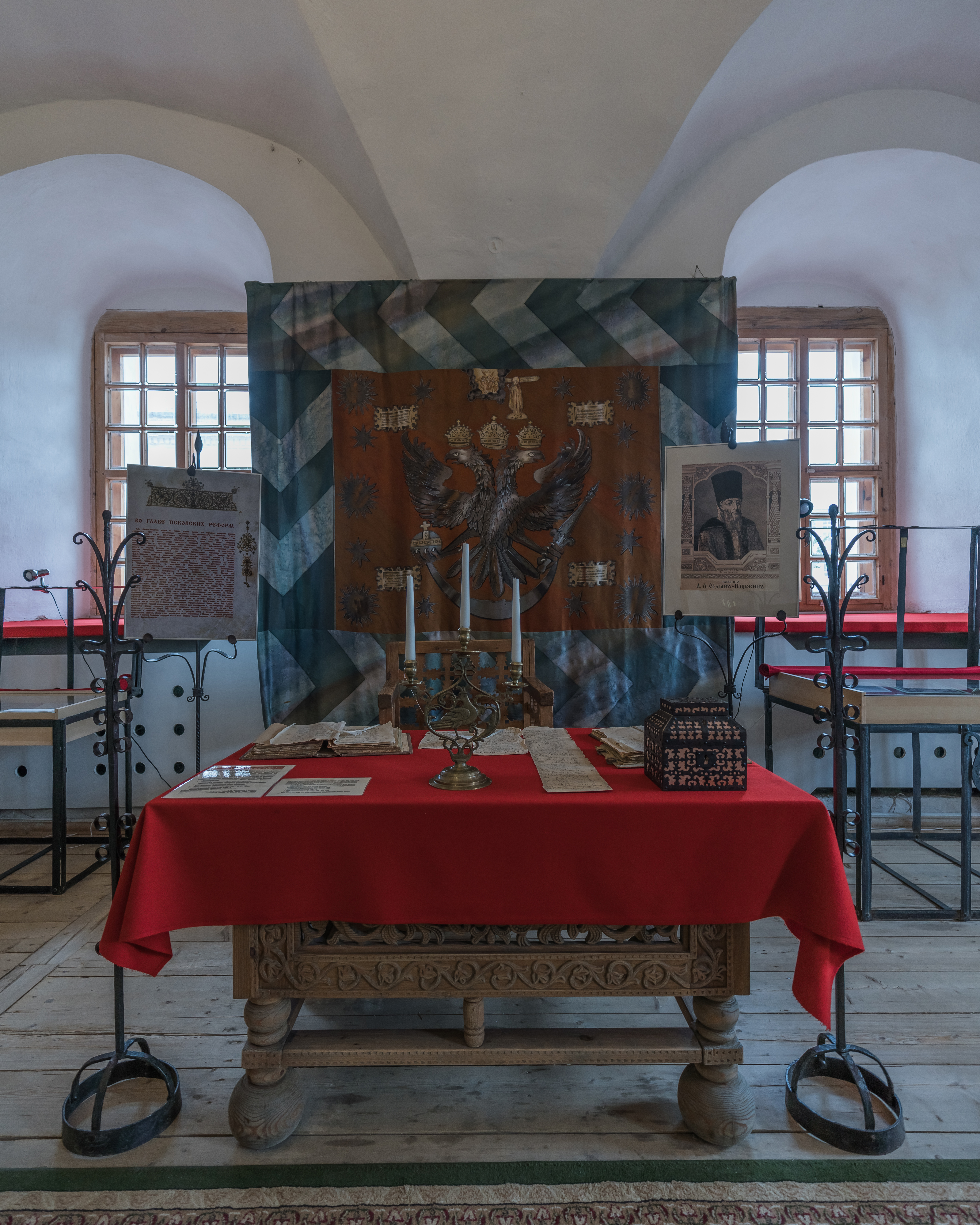
Воеводская палата, стол воеводы